# Szécsényi Bálint
Szécsényi Bálint (Budapest, 1974. augusztus 24. - ) magyar közgazdász, az Equilor Befektetési Zrt elnök-vezérigazgatója és résztulajdonosa, a Budapesti Értéktőzsde korábbi alelnöke.

## Pályafutása
- A Berzsenyi Dániel Gimnázium speciális matematika tagozatának elvégzését követően a Budapesti Közgazdaságtudományi Egyetemen (ma Budapesti Corvinus Egyetem) folytatta tanulmányait, ahol már az első évben egyértelmű volt, hogy pénzügyekkel, befektetésekkel szeretne foglalkozni, így pénzügy-vállalatértékelés szakon végzett 1999-ben.
- Pályafutását a Bankár Befektetési Rt. határidős tőzsdei üzletkötőjeként kezdte, majd a Procent Befektetési Rt. deviza üzletkötője volt.
- 2000-ben csatlakozott az Equilor Befektetési Zrt.-hez, ahol előbb a Corporate Finance területen partner, 2002-től igazgató, majd 2005-től az Equilor Befektetési Zrt. igazgatósági tagja, ügyvezető igazgatója, 2010-től pedig vezérigazgatója lett. 2022-től, Gereben András (†) halála után pedig az igazgatóság elnöki pozícióját is betölti.
- Az 1990-ben alapított, ezzel a legrégebbi független hazai befektetési szolgáltató[3] Equilor Befektetési Zrt. Szécsényi Bálint és Gereben András vezetése alatt számos vállalat részvényeit, illetve kötvényeit vezette be a parkettre, valamint több szakmai díjat nyert el: a Budapesti Értéktőzsde (BÉT) szakmai zsűrijének döntése alapján. Az elmúlt években „Az év befektetési szolgáltatója” (2015, 2021),[4] „Az év csapata” (2010), valamint „Az év tőzsdei hitelpapír kibocsátás szervezője” (2011) díjat is megkapta. 2021-ben az Év szakértői csapata díjjal jutalmazta az Equilor elemzői csapatát a Világgazdaság.[5]
- Az Equilor Befektetési Zrt. árbevétele Szécsényi Bálint és Gereben András vezetése alatt 350 millió forintról 2022-re 4,2 milliárd* forintra, a kezelt vagyon 34 milliárd forintról 562 milliárd* forintra nőtt. Az Equilor 1990 óta Budapesti Értéktőzsde tagja, 2009 óta a Varsói Tözsde és 2010 óta a Prágai Tőzsde teljes jogú tagja is. 2012-ben Pillár Zsolttal közösen megalapították az Equilor Alapkezelő Zrt-t, mely értékpapír, ingatlan és magántőke alapkezelés keretében, több, mint 250 milliárd befektetést kezel, 2022 óta az Equilor Befektetési Zrt-től független társaságként működik.
- Mindemellett az Equilor Befektetési Zrt. a Budapesti Értéktőzsde áruszekciójának egyedüli tagjaként támogatja a Budapesti Értéktőzsdét a hazai árupiac fejlesztésében.[6]
- Szécsényi Bálint 2011 és 2015 között a Budapesti Értéktőzsde alelnöki tisztségét is betöltötte:[7] ez idő alatt vezette be  a hazai parkett a Xetra kereskedési rendszert,[8] mely jelentősen hozzájárult a hazai tőkepiac nemzetközi szintű fejlődéséhez. Kezdeményezésére a tőzsde alapításának 150. évfordulója alkalmából nagyszabású árverést tartottak az újkori magyar tőkepiac relikviáiból,[9] melynek teljes bevételét a hazai pénzügyi kultúra fejlesztését célzó oktatás támogatására ajánlotta fel  a Budapesti Értéktőzsde.
- Alelnöki ideje alatt teljes tiszteletdíját Corvinus Egyetem Vállalati Pénzügy Tanszék Alapítvány számára ajánlotta fel, mellyel többek között hátrányos helyzetű egyetemi hallgatók ösztöndíját támogatták.
- Szécsényi Bálint tőzsdevizsgával, határidős vizsgával, illetve MMTS vizsgával rendelkezik.
- A magyar mellett angol, olasz és német nyelven beszél.

## Egyéb tisztségei
- 2022 óta a Szingapúri Köztársaság Tiszteletbeli Konzulja
- 2022 óta a Befektetési Szolgáltatók Szövetségének elnökségi tagja
- 2021 óta a Budapesti Gazdasági Egyetemért Alapítvány kuratóriumi tagja[10]
- 2018 óta a Richter Gedeon Nyrt. igazgatósági tagja[11]
- 2017 óta a Közép-Európai Kockázati és Magán Tőke Alapkezelő Zrt. vezérigazgatója[12]
- 2012 óta az Equilor Alapkezelő Zrt. felügyelő bizottságának elnöke[13]
- 2010 óta a Budapesti Corvinus Egyetem Vállalati Pénzügy Tanszék Alapítvány kuratóriumi tagja

## Szabadidő
Szabadidejében versenyszerűen vitorlázik és fut.
- Fontosabb eredményei:
  - 2014 Asso99 Országos bajnokság I. helyezett.
  - 2013 Kékszalag I. helyezett (Lisa Evopro - Litkey Farkas kormányossal).
  - 2012 Asso99 Európa-bajnokság I. helyezett.
  - 2009 Asso99 Európa-bajnokság II. helyezett.